# Bruten linje
Bruten linje (estniska: Katkenud liin) är en skulptur och ett minnesmärke av den estniske skulptören Villu Jaanisoo och den finska arkitekten Jorma Mukala, tillägnat Estoniakatastrofens offer. Monumentet är beläget i en park vid nordöstra delen av ringmuren som löper runt gamla staden i Tallinn, intill Stora Strandporten och fästningstornet Tjocka Margareta, som idag tjänstgör som Estlands sjöhistoriska museum. 
M/S Estonia förliste och sjönk på sin färd från Tallinn till Stockholm den 28 september 1994. 852 personer miste livet, varav i förhållande till landets invånarantal största andelen kom från Estland, 285 personer.
Bruten linje ersätter det enkla träkorset, som tidigare rests på samma plats till minne av estoniaoffren. Monumentet är utfört i svart granit, i form av en bruten linje eller båge. Bågarna är riktade mot varandra från var sin ände, men möts aldrig. En stor minnessten med samtliga offers namn ingraverade hör till konstverket. Minnesmärket avtäcktes dagen före tvåårsdagen av Estoniakatastrofen, den 27 september 1996, av Estlands dåvarande president Lennart Meri.